# Silvia Navarro
Silvia Angelica Navarro Barva (n. 14 septembrie 1978, Ciudad de Mexico), este o actriță mexicană cunoscută ca și Silvia Navarro. Ea a jucat în multe telenovele de succes alături de Fernando Colunga, Lucero, Leticia Calderon și mulți alții.
Silvia Navarro a jucat în multe telenovele pentru TVAzteca și Televisa, ultima fiind "Amor Bravio" (Dragoste si luptă) de Televisa.

## Telenovele
- 2014: Mi corazón es tuyo - Ana Leal
- 2012: Amor Bravio - Camila Monterde
- 2010-2011: Cuando Me Enamoro Se Detiene El Tiempo - Renata Monterrubio
- 2010: Quisiera amarte - Renata Olivares Almeyda
- 2010: Un Sueno
- 2010: Mujeres Asesinas.... Elena, Incendiaria
- 2009: Labios rojos (post-production) .... Blanca
- 2009: Cabeza de Buda
- 2008: Mañana Es Para Siempre  .... Fernanda Elizalde Rivera (main heroine)
- 2008: Amor letra por letra  .... Hanna
- 2006: Dragones: destino de fuego (voice)
- 2006: Mujer alabastrina
- 2006: Montecristo .... Laura (1 episode, 2006)
- 2006: Mi amor secreto
- 2004: La heredera  .... María Claudia
- 2002: La duda  .... Victoria
- 2002: Sin permiso de tus padres
- 2002: Robando el rock and roll
- 2001: Cuando seas mía  .... Elena Olivares
- 2000: La calle de las novias  .... Aura Sánchez
- 1999: Catalina y Sebastián  .... Catalina
- 1998: Perla  .... Perla - Julieta Santiago